# وادي حنيفة

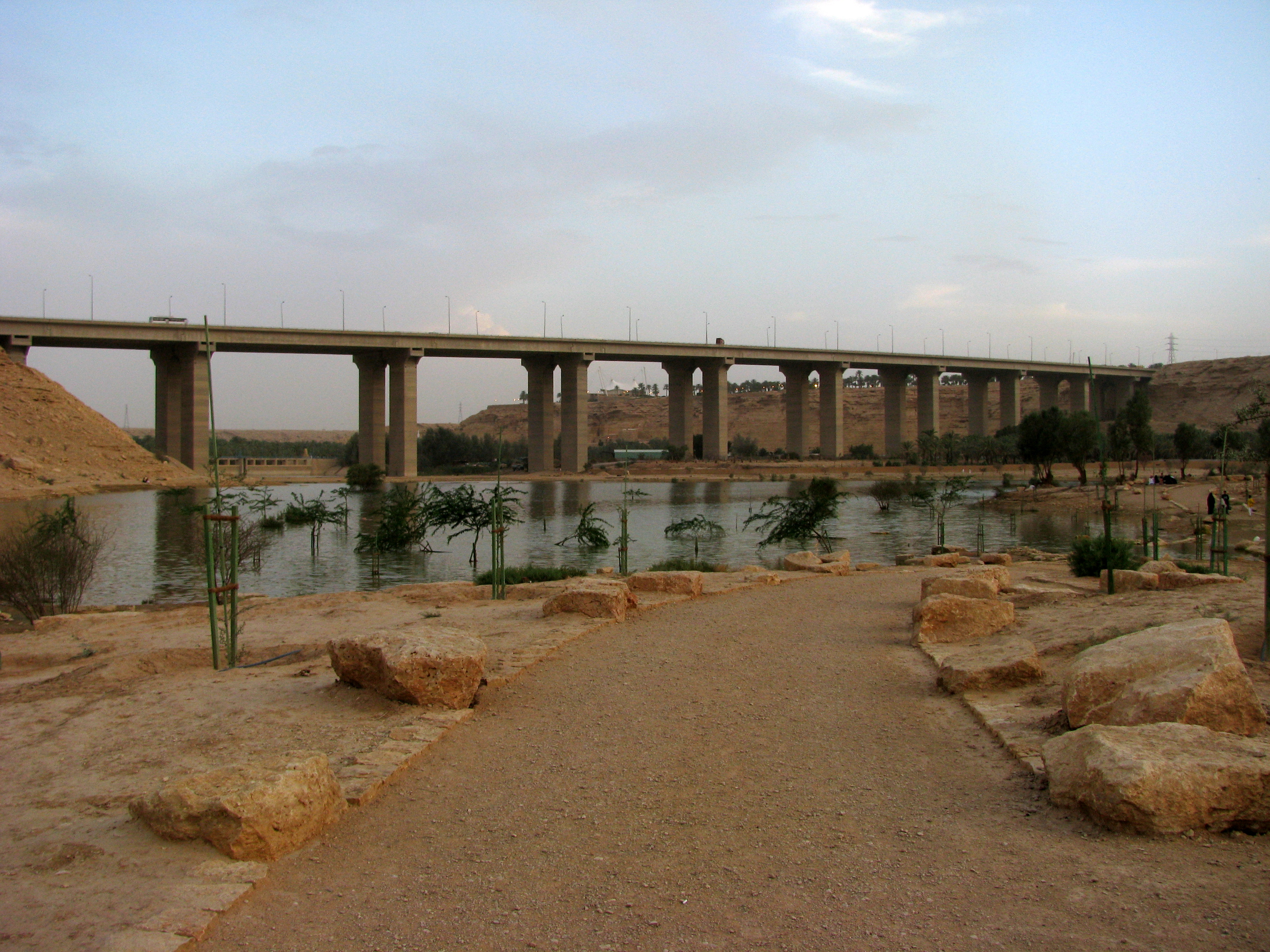
وراء الحي الدبلوماسي

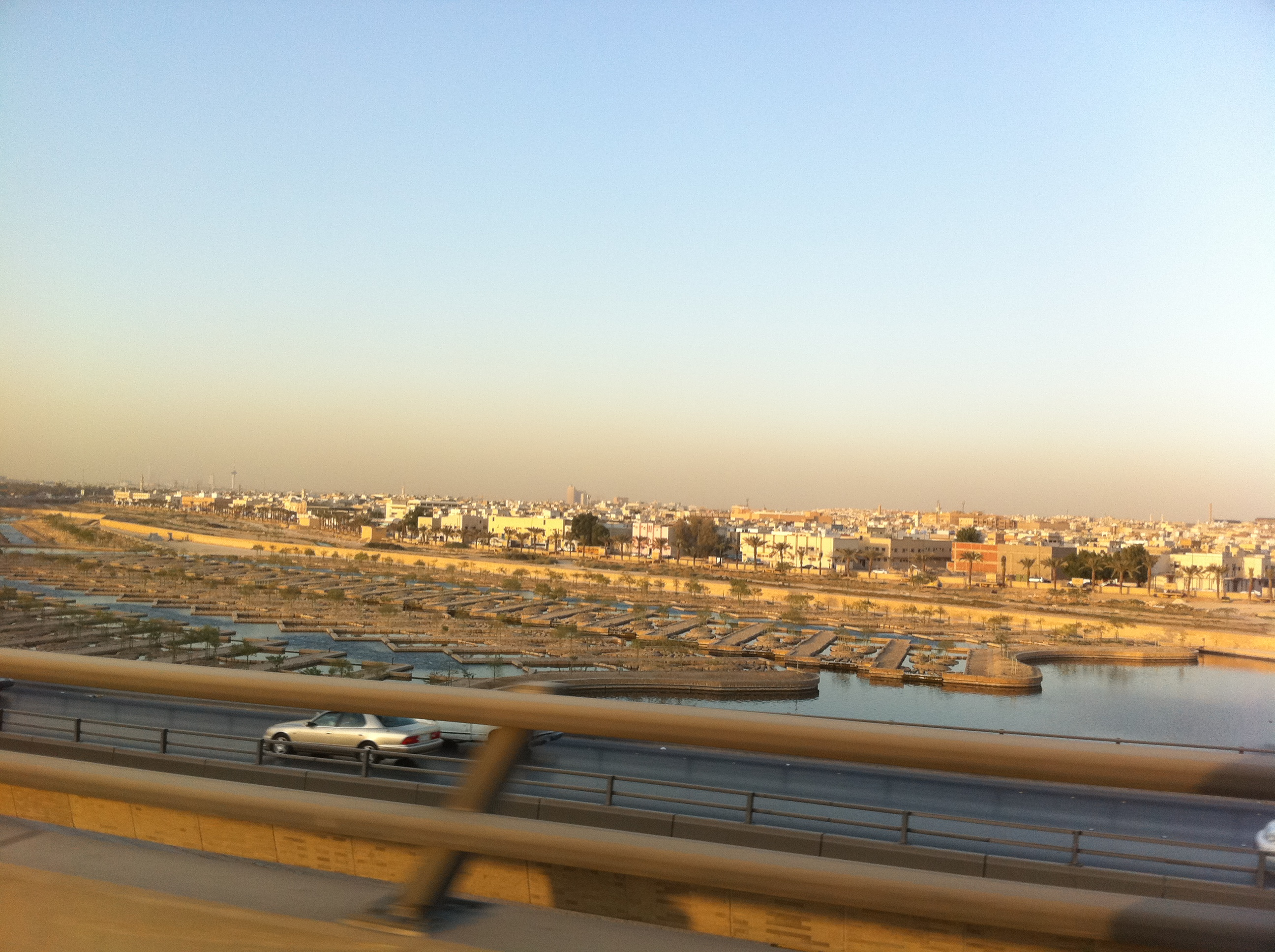
كما يبدو من طريق الملك فهد.

وادي حنيفة (العرض قديماً) وادٍ في منطقة العارض في نجد وسط المملكة العربية السعودية منطقة الرياض حالياً وعلى ضفافه استوطنت منذ القدم قبائل متحضرة عملت بالزراعة والتجارة وبعض الحرف اليدوية الأخرى في مدن وقرى ذات أسوار، يمتد مسافة 120 كم في وسط نجد من الشمال الغربي إلى الجنوب مائلاً قليلاً إلى الشرق. تقع عليه قرى سدوس والعيينة والجبيلة وعرقة وأبا الكباش والدرعية والحائر والعمارية، بالإضافة إلى قرى منفوحة والجزعة والمصانع القديمة، كما يخترق مدينة الرياض من الناحية الغربية. وله مجموعة من الروافد مثل وادي الوتر (البطحاء حالياً) ووادي الأيسن وسد وادي صفار وشعيب (المشاعبة) أبورفيع وشعيب لحا ووادي السلي ووادي لبن، وهو يصبّ في وادي السهباء في الخرج. وكان الوادي يسمى قديماً بالعرض (بكسر العين) كما يرد في معجم ياقوت الحموي ومصنف الهمداني، ثم غلب عليه اسم وادي حنيفة، نسبة إلى قبيلة بني حنيفة التي سكنت فيه قبل الإسلام. ويعد إلى جانب وادي الخرج من أقدم المناطق المعمورة في نجد نظراً لخصوبة أراضيه. وأتمت الهيئة العليا لتطوير مدينة الرياض (مشروع التأهيل البيئي لوادي حنيفة) في عام 1430 هـ.

## الموقع الاستراتيجي للوادي
على أرض يصل طولها إلى 80 كم يستريح وادي حنيفة ممتداً من حافة طويق التي تمثل الحدود الشمالية للوادي مخترقاً الجزء الأوسط من هضبة نجد، إلى الحاير جنوب الرياض، ويتراوح عمق مجراه بين (10) أمتـار و(100) متر، كما يتـراوح عرضــه بيـن (100) متر وما يقرب من (1000) متر كأقصى اتساع.
ويمثل وادي حنيفة مصرفاً طبيعياً لمياه السيول والأمطار لمساحة تقدر بـ (4000) كم مربع من المناطق المحيطة به، حيث تصب فيه روافد طبيعية من الأودية والشعاب تزيد على (40) وادياً أشهرها من جهة الغرب «الأبيطح، العمارية، صفار، المهدية، وبير، لبن، نمار، الأوسط، ولحا» ومن جهة الشرق «الأيسن والبطحاء» وتبلغ كمية المياه التي تصب فيه يوميا حوالي سبعمائة ألف متر مكعب من المياه.
وينقسم الوادي إلى خمسة أقسام ابتداءً من مجراه هي «بطن الوادي والسهل الفيضي والمصاطب الرسوبية الأفقية أو المستوية الأسطح والجروف والأودية والشعاب» ويزدهر على ضفاف وادي حنيفة التجمعات السكانية كالبلدات والقرى حيث يعملون بالأنشطة الزراعية كالمشاتل وبساتين النخيل والحبوب والخضروات والفواكه، بالإضافة إلى ما يحتويه الوادي من المنشآت الأثرية والآبار والسدود.

## الهيئة العليا لتطوير مدينة الرياض

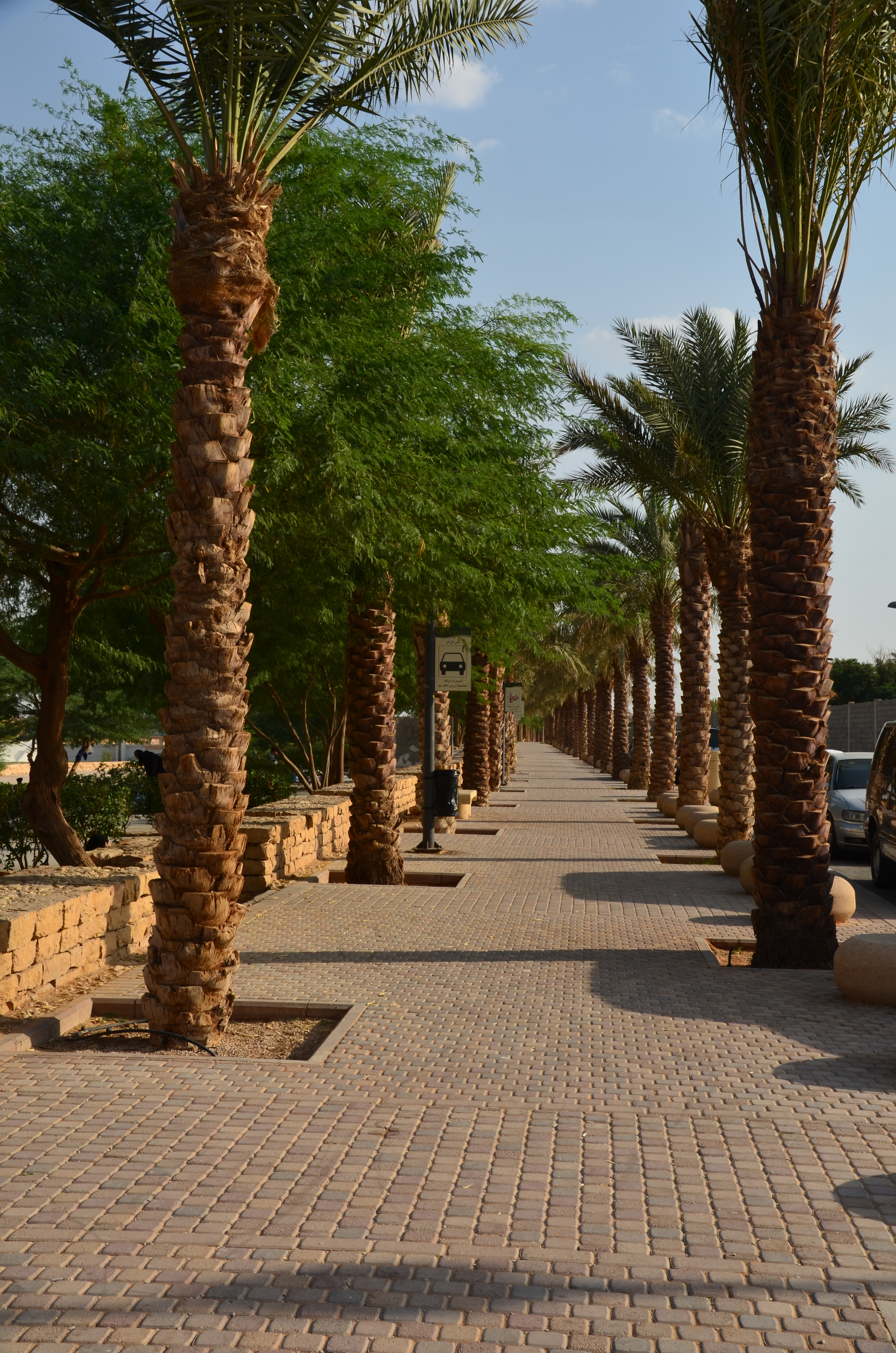
الممشى قرب سد الدرعية بالعلب

تبنت الهيئة العليا لتطوير مدينة الرياض حماية وتأهيل وتطوير منطقة وادي حنيفة، حيث جعلتها من ضمن أولوياتها لما لهذه المنطقة من أهمية كبيرة واستعداد أكبر لجذب الاستثمارات المتنوعة، ولأن هذا الوادي بمساحته المترامية الأطراف والمتشعبة من شمال الرياض إلى جنوبها وإمكاناته الطبيعية قادر على أن يكون رئة الرياض ومتنفساً طبيعياً لقاطنيها، وهو ما دفع الهيئة العليا وكل الجهات ذات العلاقة للاهتمام الكبير بهذا الوادي، وتحويله إلى بيئة حيوية جاذبة لمدينة الرياض.

## حقائق وأرقام
الجهة المطورة	هي الهيئة العليا لتطوير مدينة الرياض وافتتاح المشروع	يوم 20 ربيع الثاني 1431 هـ والمتوقع أن تصل كمية المياه	2 مليون م3 حتى عام 1440 هـ وطول المشروع	80 كم وطول قناة المياه	57 كم والمساحة المنظفة	10 ملايين م2 وممرات المشاة	47 كم طولاً.

## المتنزهات
عدد المتنزهات ست متنزهات مفتوحة هي: متنزه سد العلب الذي يحتوي على ممرات للمشاة بطول 5,5 كيلو متر، وجلسات للمتنزهين تشمل 93 جلسة، ومواقف للسيارات على جوانب الطريق تتسع لـ 200 سيارة، إلى جانب ممر مرصوف للمشاة بطول 2 كيلومتر مزوّد بالإنارة والتشجير. ومتنزه سد وادي حنيفة الذي يتميز بـ 27 جلسة للمتنزهين، وممر للمشاة بطول 5,6 كيلومتر. ومتنزه منطقة المعالجة الحيوية بعتيقة والذي يحتوي على 52 جلسة وممرات للمشاة بطول 1100 متر. ومتنزه السد الحجري الذي تبلغ مساحة بحيرته حوالي 10 آلاف متر مربع وبعمق يصل إلى مترين، وتم رصف محيط السد بممرات للمشاة بطول 4,5 كيلومتر، وتنفيذ جلسات للمتنزهين حول البحيرة. كما تضم المتنزهات أيضاً، متنزه بحيرة المصانع والذي يضم ممرات للمشاة بطول 4 كيلومترات، وجلسات للمتنزهين تبلغ 22 جلسة. فيما تبلغ مساحة البحيرة 40,000 متر مربع، بعمق يصل إلى 10 أمتار. وكذلك متنزه بحيرة الجزعة الذي تبلغ ممرات المشاة المقامة فيه 5,5 كيلومتر، وزود بعدد 37 جلسة للمتنزهين، فيما بلغت مساحة البحيرة 35 ألف متر مربع، بعمق يصل إلى ثلاثة أمتار.

## أقوال العرب عنه
- قال الشاعر الفرزدق:

- قال الشاعر ناصر العريني من أهل الدرعية: